# Csang Kaj-sek-emlékcsarnok
A Csang Kaj-sek-emlékcsarnok (kínaiul: 國立中正紀念堂, pinjin: guó lì zhōng zhèng jì niàn táng, magyaros: kuo li csung cseng csi nien tang) a Csang Kaj-sek emlékére készített emlékmű Tajpejben. Az emlékmű a Szabadság tér (自由廣場, Cejou Kuangcsang (Zìyóu guǎngchǎng)) keleti végében áll. Az emlékmű északi és déli oldalán található a Nemzeti Színház és Koncertterem épülete.

## Építése
Csang Kaj-sek halála után, 1976 júniusában döntött úgy a kormány, hogy emlékművet állíttat a vezető emlékére. 1975 augusztusában meghirdették a pályázatot az építési tervekre, 43 pályamű érkezett be. Az e célra felállított bizottság Yang Cho-cheng építész terveit választotta.
Az emlékcsarnokot 25 hektárnyi parkosított terület veszi körül.

## Képek

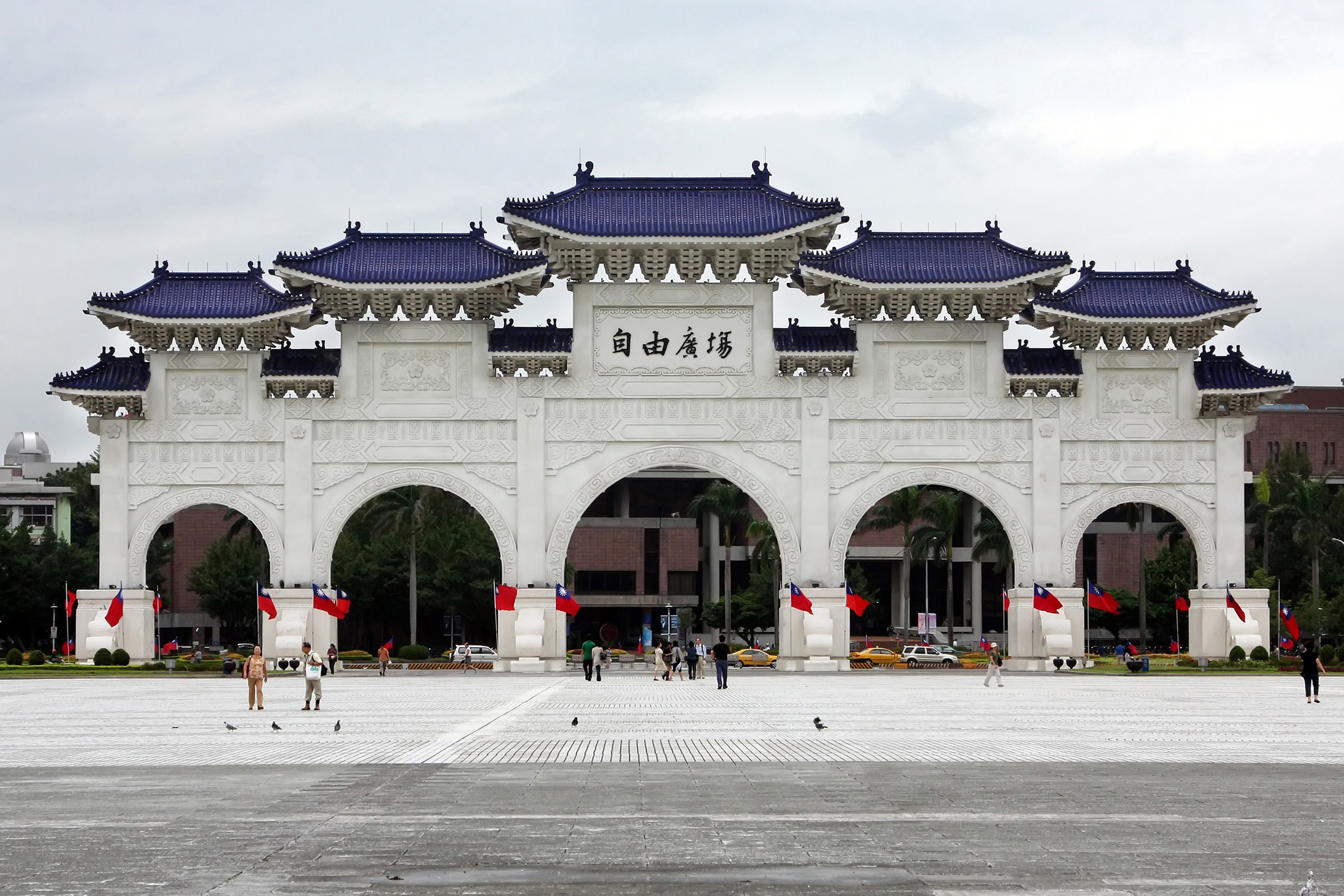
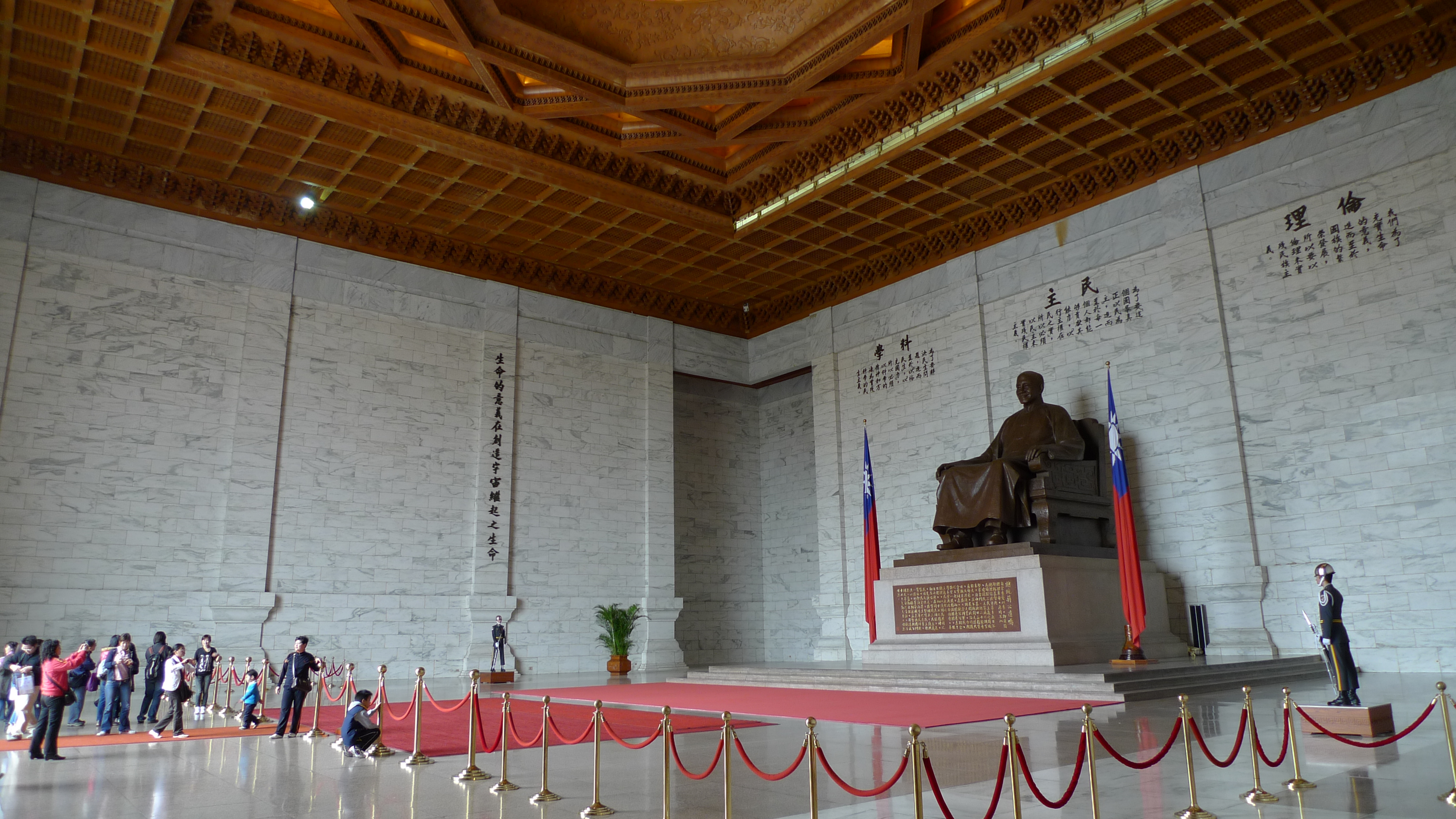
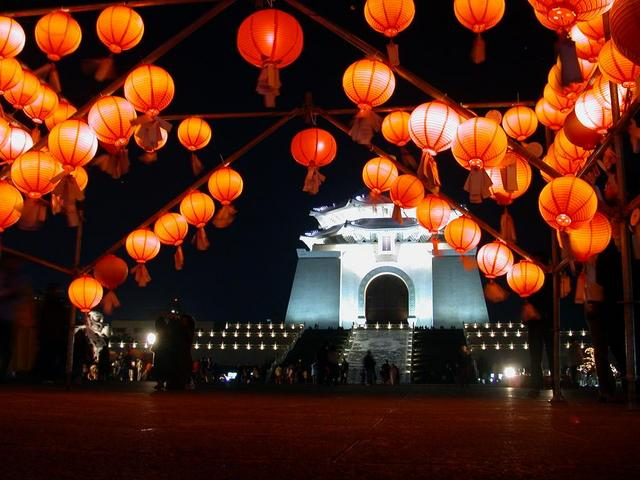